# Pasapalabra
Pasapalabra est un jeu télévisé espagnol, adapté du format britannique The Alphabet Game. Le titre est un mot-valise du verbe espagnol pasar, « passer », et palabra, littéralement « mot ».

## Principe et règles
Dans chaque épisode, deux concurrents font équipe avec des célébrités pour jouer à divers jeux de langue ou culturels (Una de cuatro, Pista musical, Sopa de Letras et Dónde están). Les réponses correctes d'une équipe dans ces jeux rapportent des secondes aux concurrents, prolongeant le délai de leur temps pour répondre aux définitions dans le jeu final, connu sous le nom de el rosco.
Dans le rosco , le jeu se déroule à travers les lettres de l'alphabet espagnol. Pour chaque lettre, le présentateur lit une définition d'un mot commençant par ou contenant cette lettre. Le concurrent à qui s'adressent les questions de son rosco répond par un mot, ou passe en disant pasapalabra. Si l'un des deux concurrents complète le rosco (25 mots) avec chaque réponse correcte gagne le jackpot progressif de l'émission.

## Historique
Pasapalabra a été diffusé pour la première fois sur la chaîne privée Antena 3 en 2000, avec Silvia Jato comme présentatrice. Constantino Romero a remplacé Silvia Jato en 2002. À son tour, Jaime Cantizano a remplacé Constantino Romero en tant que présentateur en 2006.
En 2006, un jackpot Pasapalabra de 2 190 000 € est devenu le plus gros prix jamais décerné dans un jeu télévisé en Espagne, et le troisième plus gros prix jamais décerné dans un jeu télévisé en Europe.
En 2007, Pasapalabra a déménagé sur la chaîne privée Telecinco avec Christian Gálvez comme présentateur. Pasapalabra a diffusé des soirées sur Telecinco, du lundi au vendredi.
En 2014, Lilit Manukyan d'Arménie est devenue la première gagnante du jackpot Pasapalabra dont la langue maternelle n'était pas l'espagnol.
Le 2 octobre 2019, le Tribunal suprême d'Espagne a ordonné à Telecinco d'annuler la diffusion de Pasapalabra après une bataille juridique avec les propriétaires de propriété intellectuelle du format ITV Studios,.
Le 19 décembre 2019, Antena 3 a acquis les droits de diffusion du format auprès d'ITV Studios. Roberto Leal a assumé les fonctions de présentateur, Manel Fuentes le remplaçant pendant deux épisodes alors qu'il était mis en quarantaine après avoir contracté le COVID-19.
Le 28 février 2021, un épisode spécial du vingtième anniversaire a été diffusé avec les anciens présentateurs Silvia Jato et Jaime Cantizano en tant que candidats invités,.
Le 1er juillet 2021, Pablo Díaz a remporté 1 828 000 €, après une série de 260 programmes.